# Nordische Miszellen
Die Nordischen Miszellen waren eine deutsche Wochenschrift, die ab 1804 von Friedrich Alexander Bran herausgegeben wurde und 1811 ihr Erscheinen einstellte.

## Geschichte und Inhalte
Das Periodikum erschien regelmäßig von 1804 bis 1811 im Verlag A. Bran. Als Verlagsort wurde 1804 der Mönkedamm Nr. 88 in Hamburg angegeben, einige Zeit später die Bohnenstraße Nr. 8. Bis 1807 wurde die Zeitschrift in Zusammenarbeit mit dem Verlag B. G. Hoffmann (dem späteren Verlag Hoffmann und Campe) herausgegeben, danach erschien das Blatt in Brans eigenem Verlag. Die einzelnen Ausgaben hatten anfänglich einen Umfang von 16 Seiten und wurden ab Mai 1807 durch ein Extrablatt von ca. 4 Seiten erweitert. Zur Namensgebung der Zeitschrift heißt es 1804 in der ersten Ausgabe: „Miszellen im Norden gesammelt und nicht bloß den Norden betreffend sind es, die der Leser hier findet.“ Die veröffentlichten Artikel waren selten namentlich gekennzeichnet, nur gelegentlich wurde die Autorenschaft durch Kürzel bzw. Namensnennung verdeutlicht. Zu den nachgewiesenen Autoren gehören u. a. Karl August Varnhagen von Ense, Johann Georg Kerner, Ferdinand Beneke und Johann Gotthard Reinhold. Auch die Mitarbeit von Carl Nikolaus Röding gilt als sicher. Die Nordischen Miszellen waren wirtschaftlich erfolgreich und verschafften Bran publizistische Beachtung in der Hansestadt.
Die Zeitschrift deckte insbesondere die Themenfelder Politik, Geschichte, Wirtschaft, Literatur, Theater und Mode ab. Häufig berichteten die Nordischen Miszellen über die aktuellen Ereignisse in Westeuropa und Nordamerika sowie die Aktivitäten der europäischen Großmächte. Dabei standen das napoleonische Frankreich und die französische Außenpolitik häufig im Mittelpunkt der Berichterstattung. Regelmäßig wurde die Leserschaft der Nordischen Miszellen über die Hamburger Theaterlandschaft informiert, wobei die Aufführungen im Hamburger Stadttheater stets größte Beachtung fanden. Außerdem wurden die Zeitschrift als Plattform genutzt, um Auszüge aus literarischen Werken, Gedichte oder Berichte in Briefform zu veröffentlichen. 1810 wurde die Hymne Wandrers Sturmlied von Johann Wolfgang von Goethe in den Nordischen Miszellen abgedruckt – allerdings ohne dessen Kenntnis.
Im November 1808 wurde Hamburg von französischen Truppen besetzt. Die Presse- und Meinungsfreiheit wurde in der Franzosenzeit stark eingeschränkt. Nachdem Bran gegen ein Publikationsverbot der französischen Behörden verstoßen hatte, musste er 1811 aus Hamburg fliehen. Für die Nordischen Miszellen bedeutete dies, dass die Zeitschrift im März 1811 letztmalig erscheinen konnte.